# Plouray
Plouray (tiếng Breton: Plourae) là một xã ở tỉnh Morbihan trong vùng Bretagne tây bắc Pháp. Xã này có diện tích 39,09 km², dân số năm 1999 là 1144 người. Khu vực này có độ cao từ 170-296 mét trên mực nước biển.
Cư dân của Plouray danh xưng trong tiếng Pháp là Plouraysiens.

## Pollution
- Planning of a basis for industrial toxic waste by French company GDE, member of the industrial group Trafigura who sent the ship Probo-Koala to Abidjan in 2006.
- See: 2006 Ivory Coast toxic waste spill